# 第58回日本レコード大賞
第58回日本レコード大賞（だい58かいにほんレコードたいしょう）は、2016年（平成28年）12月30日に、新国立劇場にて発表音楽会が開催された58回目の『日本レコード大賞』である。
発表音楽会の模様はTBSテレビ・TBSラジオをキーステーションに全国で放送された。
ノミネート及び各賞の発表は11月18日に主催者から執り行われた。

## 概要
第58回日本レコード大賞は、西野カナが歌唱した「あなたの好きなところ」に決定した。西野は初の受賞で、平成生まれのソロ歌手としても初の受賞、また女性ソロアーティストの受賞は第47回の倖田來未以来11年振り、女性アーティストの受賞も第54回のAKB48以来4年振りとなった。
なお、最優秀新人賞がiKONに決定した際に、プレゼンターを務めた総合司会の天海祐希が「ニコンレコード大賞」と発言するハプニングがあった。
レコード大賞3連覇を目指していた三代目 J Soul Brothers from EXILE TRIBEは対象期間内にシングル未発表であることと前年度の買収疑惑により優秀作品賞に選出されなかった(この件以降LDH関連のアーティストは第65回(2023年)のLIL LEAGUE from EXILE TRIBEが新人賞を受賞するまで、暫くレコード大賞の各賞を受賞出来ず、決別状態になっていた)。また、例年は賞とは関係ない特別ゲストが数組入っていたが、今回に関しては1組もなかった。ただしキャロライン・ケネディ駐日アメリカ合衆国大使（当時）が客席から観覧し、インタビューに応じる模様が放送された。
第2部（19:00 - 22:00）の平均視聴率は昨年の第57回を1.5ポイント上回る14.5%となり、2年ぶりに時間帯首位を奪還した（ビデオリサーチ調べ、関東地区・世帯・リアルタイム）。

## 放送時間
テレビ放送　
- 18:30 - 22:00（JNN28局ネット）。
- テレビ山梨（UTY）、チューリップテレビ（TUT）、長崎放送（NBC）、琉球放送（RBC）を除き、17:30 - 18:30に『〜序章』も別途放送。

ラジオ放送
- 18:30 - 22:00（JRN系列ネット）。
同時ネット局：TBSラジオ（製作局）、北海道放送、CBCラジオ、琉球放送
19:00飛び乗り：北陸放送、静岡放送、大分放送、福井放送
- 同時刻でTBSラジオ制作JRN系列で放送の『TOKYO JUKEBOX』はネット局への裏送り放送で対応。

## 司会

### 総合司会
- 安住紳一郎（TBSアナウンサー）
- 天海祐希

### 進行アナウンサー
- 江藤愛（TBSアナウンサー）
- 宇内梨沙（TBSアナウンサー）

### ラジオ中継司会
- 駒田健吾（TBSアナウンサー）

## 受賞作品・受賞者一覧

### 日本レコード大賞
- 『あなたの好きなところ』[3]
- 歌手：西野カナ
- 作曲：Carlos K.、Yo-Hey
- 作詩：Kana Nishino
- 編曲：Carlos K.
- 所属事務所：ニューカム
- レコード会社：ソニー・ミュージックエンタテインメント

### 最優秀歌唱賞
- 鈴木雅之「Melancholia」他[1]

### 最優秀新人賞
- iKON

### 最優秀アルバム賞
- 『Fantôme』宇多田ヒカル[1]

### 優秀作品賞（大賞ノミネート作品）
- 西野カナ「あなたの好きなところ」
- 浦島太郎（桐谷健太） 「海の声」
- 坂本冬美 「女は抱かれて鮎になる」
- きゃりーぱみゅぱみゅ 「最&高」
- AKB48 「365日の紙飛行機」
- AAA 「涙のない世界」
- 宇多田ヒカル 「花束を君に」
- 西内まりや 「BELIEVE」
- 氷川きよし 「みれん心」
- いきものがかり 「ラストシーン」

### 新人賞（最優秀新人賞ノミネート）
- iKON
- 林部智史
- 羽山みずき
- BOYS AND MEN

### 優秀アルバム賞
- 『YELLOW DANCER』 星野源[1]
- 『醒めない』スピッツ[1]
- 『シャンデリア』 back number[1]
- 『JOY OF LIFE』 葉加瀬太郎[1]

### 企画賞
- V.A.『あからんくん』[6]
- 山崎育三郎『1936 〜your songs〜』[7]
- 永井龍雲『顧みて』[6]
- V.A.『ザ・ピーナッツ トリビュート・ソングス』[6]
- BEGIN『Sugar Cane Cable Network』[6]
- JUJU『スナックJUJU 〜夜のRequest〜』「六本木心中 / ラヴ・イズ・オーヴァー」[6]
- 中村美律子『長編歌謡浪曲 無法松の恋〜松五郎と吉岡夫人〜』[6]
- 雪村いづみwith美空ひばり・江利チエミ『Too Young』[6]
- 蘭華『東京恋文』[6]
- RADIO FISH「PERFECT HUMAN」[8]
- 松川未樹『未樹の歌の旅…』[6]

### 特別賞
- RADWIMPS（映画『君の名は。』）[6]
- THE YELLOW MONKEY[6]
- 鷺巣詩郎、伊福部昭（映画『シン・ゴジラ』）[6]
- BIGBANG[6]

### 特別話題賞
- ピコ太郎 「PPAP（ペンパイナッポーアッポーペン）」[2]

### 特別栄誉賞
- 船村徹（第4代日本作曲家協会会長、平成28年度文化勲章受章）

### 功労賞
- 斉藤功
- 志賀大介
- 水前寺清子
- 千昌夫
- 馬飼野俊一

### 特別功労賞
- 伊藤ユミ（歌手、ザ・ピーナッツ・メンバー）
- 永六輔（放送作家、作詞家）
- 喜早哲（ダークダックス・メンバー）
- 佐々木行（ダークダックス・メンバー）
- 冨田勲（作曲家、シンセサイザー奏者）

### 日本作曲家協会奨励賞
- 城之内早苗
- 山川豊

### 作曲賞
- 岡千秋「命の恋」（歌唱：神野美伽）

### 作詞賞
- 原文彦「秋恋歌」（歌唱：香西かおり）

### 編曲賞
- SEKAI NO OWARI「Hey Ho」（歌唱：SEKAI NO OWARI）

## TV中継主なスタッフ
- ナレーター：ジョン・カビラ
- ＜新国立劇場＞
  - TM・照明：近藤明人
  - TP：高岡崇靖、原田幸治
  - TD：中野啓、寺尾昭彦
  - カメラ：小笠原朋樹
  - カムリモート：野坂和恵
  - テクノクレーン：坂野昇
  - VE：伊深拓也
  - 照明：原昇
  - 音声：森和哉、相馬敦
- 美術プロデューサー：山口智広
- 美術デザイナー：中村嘉邦
- 美術制作：与田滋
- CGプロデューサー：木村健二
- CGデザイナー：森須裕紀
- ＜OAサブ＞
  - TD：齋藤哲也
  - VE：高橋康弘
  - 音声：藤井勝彦
  - VTRD：清宮嘉浩、前島隆昭、有田直美、鵤晴美
  - 演出：樋江井彰敏
- 技術協力：東通、TBSテックス、MBS、OBS、RBC、RCC、ティエルシー、エヌ・エス・ティー、TAMCO、アックス、テクト、ラ・ルーチェ、NEXION、J-crew、PRG、RISING、MTplanning、三穂電機、TwitterJapan
- 資料協力：CANシステム、USEN、レコチョク
- 協力：新国立劇場運営財団
- 構成：伊藤正宏、中野俊成／小泉泰成、安念高志
- 編成：岸田大輔、中島啓介
- 宣伝：塩川篤史
- Web/Twitter：松尾智和
- 公開：廣中信行、松元裕二、齋藤絵里子、橋本祐太
- TK：長谷川道子
- MC担当：高宮望、安永洋平、岩本啓助、加藤亜季子
- アナブース：深谷俊介
- AP：鹿渡弘之、神田祐子、佐藤誠子／原田康弘
- 舞台監督：藤田亘／植木修一
- ライブ演出：柴田猛司
- 総合演出：服部英司
- プロデューサー：大木真太郎、時松隆吉
- 制作プロデューサー：落合芳行
- 制作著作：TBS